# Bristol Type 123
Bristol Type 123 là một mẫu máy bay tiêm kích hai tầng cánh của Anh vào đầu thập niên 1930.

## Tính năng kỹ chiến thuật
Dữ liệu lấy từ Barnes 1970, tr. 248
Đặc điểm tổng quát
- Kíp lái: 1
- Chiều dài: 25 ft 2 in (7,67 m)
- Sải cánh: 29 ft 7 in (9,02 m)
- Chiều cao: 9 ft 6 in (2,90 m)
- Diện tích cánh: 248 ft2 (23,04 m2)
- Trọng lượng rỗng: 3.300 lb (1.497 kg)
- Trọng lượng có tải: 4.737 lb (2.149 kg)
- Động cơ: 1 × Rolls-Royce Goshawk III, 695 hp (519 kW)

Hiệu suất bay
- Vận tốc cực đại: 235 mph (378 km/h)